# Pfarrhaus (Deisenhausen)

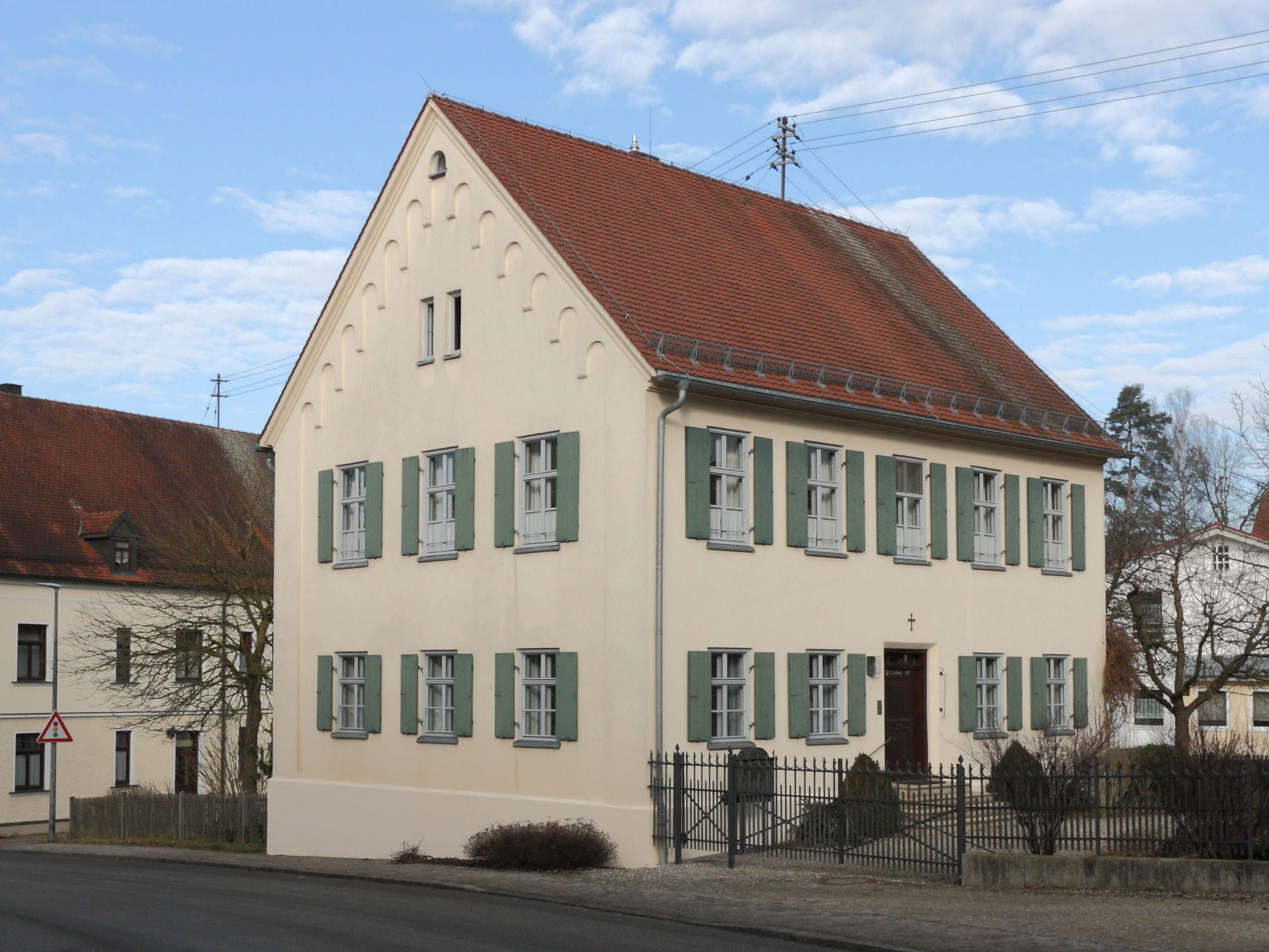
Pfarrhaus in Deisenhausen

Das Pfarrhaus in Deisenhausen, einer Gemeinde im Landkreis Günzburg im bayerischen Regierungsbezirk Schwaben, wurde 1848 errichtet. Das Pfarrhaus an der Krumbacher Straße 3, gegenüber der katholischen Pfarrkirche St. Stephan, ist ein geschütztes Baudenkmal.
Der zweigeschossige Giebelbau, der an der Stelle eines Vorgängerbaus aus den 1750er Jahren steht, besitzt drei zu fünf Fensterachsen und einen Rundbogenfries am Ortgang. Die Erschließung des Hauses erfolgt durch eine L-förmige Diele, von der eine angewendelte Treppe in das Obergeschoss führt.  
Von der bauzeitlichen Ausstattung sind erhalten: Zweifeldertüren mit Schippenbänder, Dielenböden mit Gehrung und zweiflügelige Fenster mit geteiltem Oberlicht. 
Bei der in den Jahren 1999/2000 erfolgten Renovierung blieb der Grundriss erhalten und die Ausstattung wurde sachgemäß restauriert. Die neugotische Einfriedung und das Wegekreuz wurden instand gesetzt. 